# Filips I van Brunswijk-Grubenhagen
Filips I van Brunswijk-Grubenhagen (circa 1476 - Herzberg, 4 september 1551) was van 1485 tot aan zijn dood hertog van Brunswijk-Grubenhagen. Hij behoorde tot het huis Welfen.

## Levensloop
Filips was de oudste zoon van hertog Albrecht II van Brunswijk-Grubenhagen en diens echtgenote Elisabeth, dochter van graaf Wolrad I van Waldeck.
Na de dood van zijn vader in 1485 werd hij hertog van Brunswijk-Grubenhagen. Omdat hij nog minderjarig was en dus nog niet zelfstandig kon regeren, werd hij onder het regentschap van zijn moeder en zijn neef Hendrik IV geplaatst. In 1494 begon Filips zelfstandig te regeren. Hij resideerde in het kasteel Herzberg, dat in 1510 door een brand volledig werd verwoest. Nadat zijn neef Hendrik IV in 1526 kinderloos stierf, herenigde Filips het hertogdom Brunswijk-Grubenhagen.
Filips was een van de eerste vorsten die de Reformatie besloot te volgen. Hij was in 1521 aanwezig bij de Rijksdag van Worms en in 1526 trad hij toe tot de Liga van Torgau. In 1531 vormde hij samen met andere vorsten het Schmalkaldisch Verbond. Ook hervormde hij de kloosters op zijn grondgebied en voerde hij in 1538 een nieuwe kerkorde in, waarbij hij de pauselijke leer afschafte. In 1546 namen Filips en zijn zoons tijdens de Schmalkaldische Oorlog deel aan de militaire campagne in Zuid-Duitsland, die in Ingolstadt onsuccesvol ten einde kwam. Deze campagne maakte keizer Karel V woedend en Filips werd tijdelijk afgezet als hertog van Brunswijk-Grubenhagen. Nadat de protestanten nog meer nederlagen leden, werd Filips in 1548 opnieuw geïnstalleerd als hertog. 
In 1551 stierf Filips, waarna zijn oudste zoon Ernst III hem opvolgde. 

## Huwelijken en nakomelingen
Filips huwde eerst met een vrouw wier identiteit onbekend is. Zij stierf in 1509 aan complicaties bij de bevalling. Ze hadden een zoon, eveneens Filips geheten (1509-1512).
Hij hertrouwde vervolgens met Catharina van Mansfeld-Vorderort (1501-1535). Ze kregen negen kinderen:
- Ernst III (1518-1567), hertog van Brunswijk-Grubenhagen
- Elisabeth (1520)
- Albrecht (1521-1546)
- Filips (1523-1531)
- Catharina (1524-1581), huwde met hertog Johan Ernst van Saksen-Coburg en daarna met graaf Filips II van Schwarzburg-Leutenberg
- Johan (1526-1557)
- Barbara (1528)
- Wolfgang (1531-1595), hertog van Brunswijk-Grubenhagen
- Filips II (1533-1596), hertog van Brunswijk-Grubenhagen